# Зарицкая, Екатерина Мироновна
Екатерина Мироновна Зарицкая (укр. Катерина Миронівна Зарицька), псевдонимы в среде УПА «Орыся», «Калина», «Монета», «Легенда», псевдонимы согласно паспортам — Анна Михайловна Гаванчук, Мария Иосифовна Вирук (3 сентября 1914, Коломыя — 29 августа 1986, Волочиск) — украинский военный и политический деятель, член Организации украинских националистов. Основательница службы Украинского красного креста, в годы повстанческого движения на Западной Украине — личная связная Романа Шухевича.

## Биография
Родилась 3 сентября 1914 года в Коломые в семье математика, профессора Львовского университета Мирона Зарицкого и его жены Владимиры из Зафийовских. Семья имела шляхетское происхождение и принадлежала к гербу Новина.
Окончила в 1932 году гимназию Василиянок во Львове. Поступила во Львовскую политехнику, окончила её только в 1943 году по специальности «инженер-геодезист».
С 1930 года Екатерина являлась членом ОУН (по другим данным, с 1932). Изначально входила в разведывательно-боевую группу из пяти человек (туда входили Дарья Гнатковская, Вера Свенцицкая и Алёна Недзвецкая, руководила группой Мария Кос). Среди прочего, Зарицкой в 1934 году поручили заложить бомбу в здание редакции левой газеты «Праця».
В 1935—1936 годах арестовывалась польскими властями за антипольскую деятельность (в частности, ей вменяли убийство польского министра внутренних дел Бронислава Перацкого). На Варшавском процессе её приговорили к 8 годам тюрьмы, однако затем апелляционный суд сократил срок заключения до 6 лет, а по амнистии Екатерина получила всего 4 года. На Львовском процессе за аналогичные преступления её приговорили к 5 годам тюрьмы, но по амнистии она получила 2 с половиной года. В декабре 1938 года была освобождена.
В марте 1940 года она была арестована НКВД УССР по обвинению в сотрудничестве с националистами, до июня 1941 года была заключена в тюрьме «Бригидки». Сбежала оттуда благодаря помощи украинских националистов и немецких солдат вермахта. Возглавила женское отделение ОУН.
В 1943 году она основала Украинский красный крест (укр. Український Червоний Хрест), который оказывал медицинскую помощь военнослужащим ОУН-УПА, действовавшим на территории Львовской, Тернопольской, Дрогобычской и Станиславской областей. После ликвидации УЧХ при Краевом «проводе» ОУН, по личному выбору Романа Шухевича была назначена одной из его связных. Параллельно заняла также должность в отделе пропаганды ОУН.
В сентябре 1947 года Екатерину Зарицкую арестовали органы НКВД по обвинению в организации антисоветского движения. При аресте Зарицкая оказала сопротивление и застрелила одного из оперативных работников. На допросе она выдала местоположение нескольких конспиративных квартир Романа Шухевича, а также рассказала о связных командира УПА (в том числе и о Дарье Гусяк, по показаниям которой и был составлен план ликвидации Шухевича).
Помимо всего прочего, Зарицкая рассказала о конфликте Шухевича с Василием Куком, что также повлияло на планы НКВД по борьбе с УПА. После ликвидации Шухевича Зарицкая и Гусяк продолжили сотрудничество со следствием, выдав адреса 105 явочных квартир бойцов УПА (36 из них были во Львове). На основании их показаний к августу 1950 года было арестовано 93, завербовано 14, а также находилось в разработке 39 участников националистического подполья.
Несмотря на сотрудничество со следствием, действия Зарицкой квалифицировали как измену Родине. Екатерину приговорили к 25 годам тюремного заключения. Она отбывала наказания в разных тюрьмах, в том числе во Владимирской тюрьме и лагере мордовского посёлка Явас.
В ночь с 21 на 22 сентября 1972 года Зарицкую освободили с условием невозвращения на Западную Украину. Последние годы своей жизни она прожила в Волочиске (Хмельницкая область). Умерла 29 августа 1986 года, похоронена во Львове на Лычаковском кладбище (туда позднее были перенесены останки её мужа Михаила Сороки).

## Семья
Была замужем за Михаилом Михайловичем Сорокой, который также был репрессирован в советское время. Обвенчалась с ним 5 сентября 1939 в соборе святого Юра. Родила сына Богдана (1940 год), будущего украинского художника.
По данным некоторых историков, Катерина Зарицкая некоторое время встречалась с Романом Шухевичем и была его любовницей.